# لوتشيان بوزان
لوتشيان بوزان (بالرومانية: Lucian Buzan)‏ هو لاعب كرة قدم روماني، ولد في 9 مارس 1999 في كارانسيبيش في رومانيا. لعب مع نادي يونيفيرسيتاتيا كرايوفا.

## وصلات خارجية
- لوتشيان بوزان على موقع قاعدة بيانات كرة القدم.إي يو (الإنجليزية)
- لوتشيان بوزان على موقع Soccerway.com (الإنجليزية)